# 閻承翰
阎承翰（947年—1014年）。真定府（今河南省正定县）人，北宋宦官。
后周显德年间为内侍，宋朝建立，侍奉宋太祖。宋太宗时，为内侍供奉官、内殿崇班。受命为川峡路招安都监，参与镇压王小波、李顺起义。宋真宗时，阎承翰任西京作坊使、内侍右班副都知。咸平三年（1000年），黄河在郓州决口，派他护塞。咸平五年（1002年），代韩守英为镇州、定州、高阳关三路排阵都钤辖，请凿渠引唐河水以通馈运。景德初年，与荆嗣等筑垒备御，契丹国谋攻顺安军，宋真宗派他发精兵筑垒抵御。后宋朝与契丹结好，阎承翰主交聘事。领廉州刺史，勾当群牧使。大中祥符元年（1008年），改西京左藏库使。大中祥符二年（1013年），宋真宗制《内侍箴》赐给他，大中祥符七年（1014年），又升为南作坊使、入内都知。卒年68岁。赠怀州防御使。阎承翰性格刚强，所至过於检查，乏和懿之誉。

## 延伸阅读
[在维基数据编辑]
 《宋史·卷466》，出自脱脱《宋史》